# George Gordon (Lord George Gordon)
Pour les articles homonymes, voir George Gordon et Gordon.
George Gordon, appelé communément Lord George Gordon ou Lord George Riot (26 décembre 1751 – 1er novembre 1793), troisième et plus jeune fils de Cosmo George Gordon, 3e duc de Gordon, fut un homme politique excentrique et contestataire du Royaume-Uni avant de se convertir au judaïsme et mourir en prison.

## Biographie

### Jeunesse
George Gordon est né à Upper Grosvenor street à Londres dans une famille de vieille noblesse écossaise. Son parrain est le roi George II. Peu de temps après sa naissance, son père, Cosmo Gordon, meurt et le jeune Gordon est envoyé en Écosse dans une des propriétés familiales. Sa mère, Katharine, se remarie peu après avec un jeune Américain, officier dans l’armée britannique, de 17 ans son cadet. Elle aura alors peu de temps à consacrer à ses six enfants qu’elle a eus du duc et qui seront relativement délaissés.
Le jeune Gordon effectue ses études à Eton, étudie la littérature, puis, les ayant terminées, entre d'abord dans l'armée pour la quitter et s'engager en 1763 dans la Royal Navy à l'âge de 12 ans, où il monte en grade jusqu'au rang de lieutenant de vaisseau en mars 1772.
Comme il se plaît à relever les mauvaises conditions de vie de ses marins - ce qui le rend populaire auprès d'eux, ses collègues officiers se méfient de lui. Quand il navigue jusqu'aux Indes occidentales, il discute avec le gouverneur de Jamaïque en relevant le traitement cruel que subissent les Noirs de l'île, en dénonçant l'esclavage en général.

### Carrière
Lord Sandwich, alors à la tête de l'Amirauté, lui refuse le commandement d'un navire, et Gordon décide alors de démissionner juste avant le commencement de la Guerre d'indépendance des États-Unis. Il se rend  alors en Écosse.
En 1774, le bourg pourri (circonscription) de Ludgershall est acheté pour lui par le général Simon Fraser, dont il était l'adversaire pour le poste de député (Member of Parliament) de l'Inverness-shire, afin de le soudoyer pour qu'il ne lui dispute pas le comté.
Gordon est considéré comme versatile et comme quelqu'un de peu d'importance. Au Parlement, il est cependant un des plus actifs adversaires de l’engagement de l’Angleterre contre la nouvelle nation américaine. En 1778, il prononce plusieurs discours, « tous extravagants, incohérents et hors de propos, mais traversés par des éclairs d'une véritable habileté à débattre ».
Au cours de l'année 1779, il se rend en Écosse où il est salué avec enthousiasme par les diverses associations protestantes qui s'étaient formées pour s'opposer au projet de loi du parlementaire britannique Sir George Savile, du 14 mai 1778, visant à libérer les catholiques romains de certaines peines, bien que ce soit la cause immédiate de l'agitation anti-catholique qui s'ensuit. « À partir de ce moment, des tendances alarmantes commencèrent à se manifester dans ses propos parlementaires. En mai 1779, il déclara à la Chambre que les Écossais étaient mûrs pour la rébellion... Dans le débat sur le discours du roi, le 25 novembre 1779, il se vante d'en avoir « cent vingt mille derrière lui » : les Écossais, déclare-t-il, « sont convaincus en eux-mêmes que le roi est un papiste » ».
Malgré sa haine des catholiques, il exprime sa forte opposition à la peine de mort. Ses discours décousus et ennuyeux, ses interruptions dans le débat sont désormais fastidieuses et fréquentes,.
Au Parlement, il critique vivement la politique coloniale du gouvernement à l'égard de l'Amérique et devient un partisan de l'indépendance américaine en se prononçant souvent en faveur des colonies. Ses chances de poursuivre sa vie politique au Parlement sont compromises par son incohérence et sa tendance à critiquer toutes les principales factions politiques.

### «Émeutes de Gordon»
Par ses actions il est à l'origine des émeutes anti-catholiques, provoquant des dégâts très importants, qui se sont produites du 2 au 10 juin 1780 à Londres, dites « Gordon Riots » (ou en français à l'époque « sédition de Londres »).

### Emprisonnement

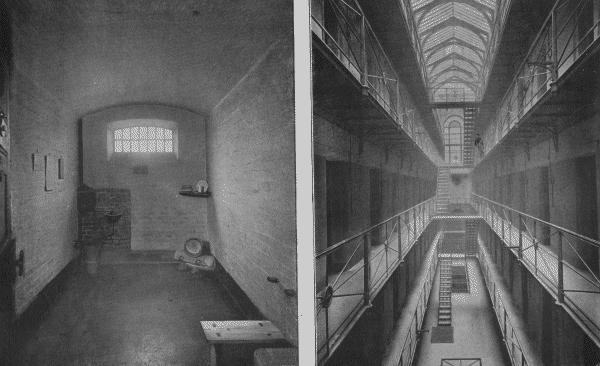
Cellule et galerie de la prison de Newgate.

À la fin de l'année 1782, il visite Paris et est reçu par la reine Marie-Antoinette. Il rentre en Angleterre, grandement impressionné par le « mal » et le « vice » qu'il a trouvés en France, et bien décidé à combattre l'influence jésuite considérée par lui comme un fléau sévissant dans ce pays et ailleurs.
En mai 1786, il est excommunié par l'archevêque de Cantorbéry pour avoir refusé de témoigner dans un procès ecclésiastique ; sa réponse moqueuse est : « M'expulser d'une société à laquelle je n'ai jamais appartenu est une absurdité digne d'un archevêque ».
En juin 1787, il est accusé de diffamation envers la reine de France Marie-Antoinette, l'ambassadeur de France Jean-Balthazar d'Adhémar (pour ses allégations en faveur du faux mage Cagliostro avec lequel il s'était lié) et l'administration judiciaire anglaise. Il est cependant autorisé à quitter le tribunal sans caution et en profite pour s'enfuir aux Pays-Bas, à Amsterdam, où il est logé dans la maison de Moses op den Berg, et où il complote contre l'empereur Joseph II d'Autriche. À la demande des représentants de la cour de Versailles, il est prié de quitter le pays et retourne en Angleterre, à Birmingham, en juillet 1787, où il commence à vivre discrètement comme un juif.
Il est ensuite appréhendé et logé à la prison de Newgate,. Pour ses deux pamphlets (dont The Prisoner's Petition to the Right Hon. Lord George Gordon, to preserve their lives and liberties, and prevent their Banishment to Botany Bay de 1786), il est condamné en janvier 1788 à cinq ans d'emprisonnement à Newgate dans de dures conditions, et à une amende de cinq cents livres. En plus, il doit présenter une garantie de 10 000 livres pour garantir de sa bonne conduite pendant 14 ans, et deux cautions de 2 500 livres chacune.
La même année, il est nommé à la City de Londres mais décline l'invitation pour réserver ses forces à d'autres combats.

### Conversion au judaïsme

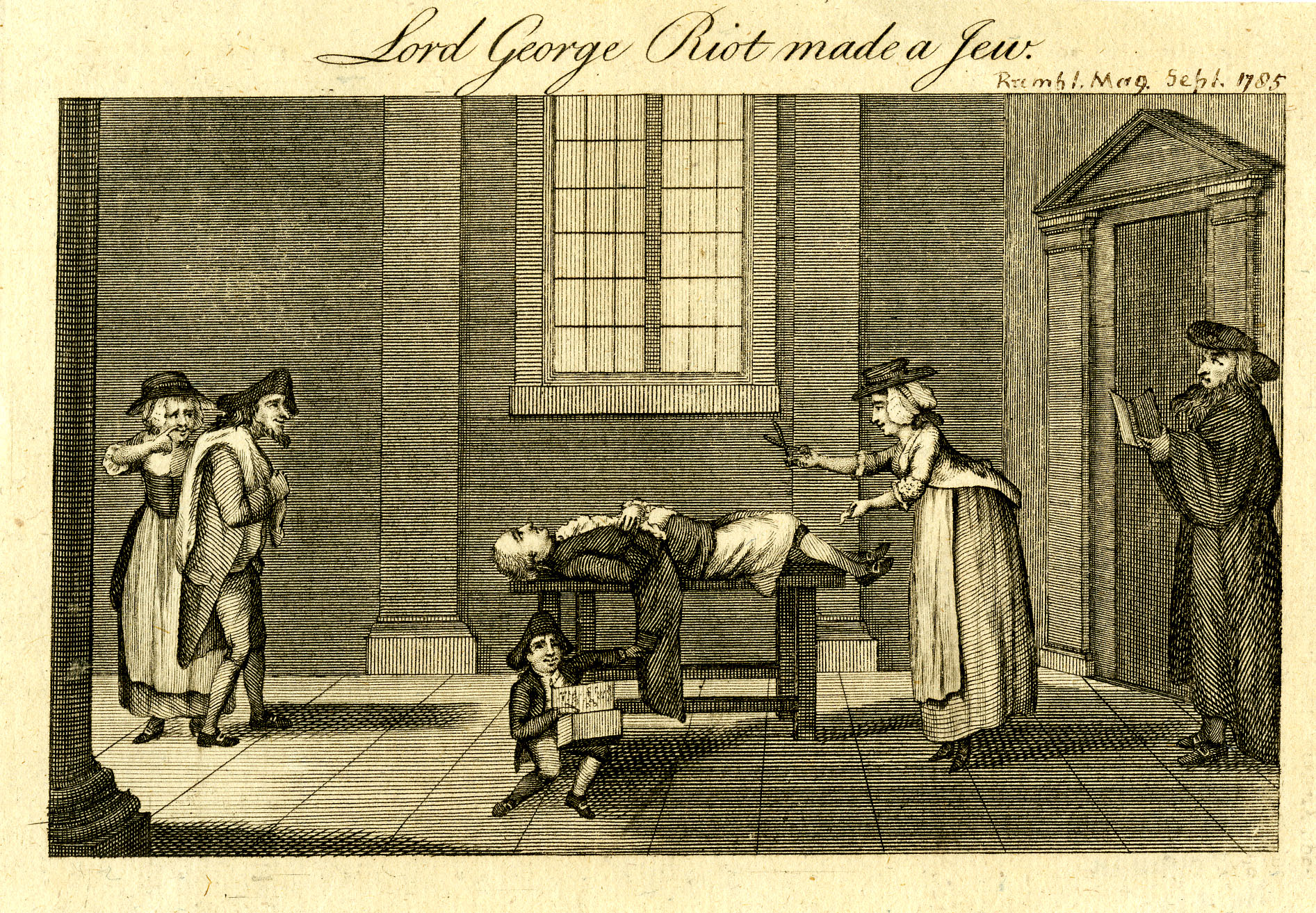
Eau-forte satirique supposée représenter la circoncision de Lord George RIot, à la suite de laquelle il devient également connu sous le nom de « Lord Crop », 1785.

Avant son séjour à Paris en 1782, lord Gordon est déjà initié à « l'Alliance d'Abraham » (circoncision rituelle). Le Jewish Chronicle indique que Gordon est instruit en tant que prosélyte par Aaron Barnett de la synagogue de Hambro à Londres, où le duc sera appelé à « monter à la Torah ». Le livre des minutes de cette synagogue indique également une entrée (non datée) relative à lord George Gordon.
Selon Charles Dickens dans son Barnaby Rudge, lord George a commencé à s'intéresser au judaïsme à partir des émeutes de juin 1780.
Son secrétaire puis biographe, Robert Watson (1746-1838), écrit que Gordon était un homme foncièrement croyant qui a commencé à avoir des doutes sur les vérités du christianisme, constatant que ses professeurs étaient tous en désaccord à propos de la Révélation et de ses raisons alors que les Juifs adhèrent littéralement aux lois de Moïse. Il pense qu'il est possible que les déceptions de la vie du duc l'aient aussi rapproché de personnes victimes de persécutions, telles que les Juifs,.
En 1783, lord Gordon publie une lettre émaillée de notes hébraïques aux Juifs du Portugal et d'Allemagne (ainsi qu'à Elias Lindo et Nathan Salomon, chefs de communautés) commençant ainsi, : « Les yeux de tout Israël sont sur vous. L'Amérique est dans la confusion. Aucun homme sage ne s'en étonne. Il n'y a aucune perspective de paix. La paix est ratifiée. Le traité définitif est ratifié. Les articles préliminaires ont été ratifiés. Toute la négociation a été ratifiée. Les négociateurs eux-mêmes sont ratifiés. Shemah Israël ! Toute l'Europe est dans la confusion... »

En 1785, il écrit à Joseph II d'Autriche pour lui signaler : « si vous aviez prêté attention aux remarques que j'ai faites sur votre ordonnance contre les Juifs du 14 mars 1782... vous et vos sujets n'auriez pas été dans un tel état de distraction et de peste qu'à cette heure »,,. Il s'y élève également contre les guerres que l'empereur mène et contre l'Inquisition espagnole et portugaise. Dans sa missive, il indique notamment «... because I love the Jews ».

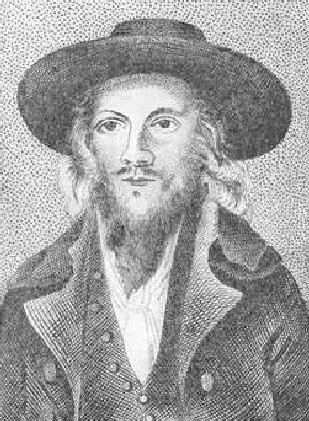
Lord George Gordon après sa conversion au judaïsme.

Il fait une demande de conversion auprès du rabbin Tevele Schiff (mort en 1792) de la synagogue de Duke's Place mais se voit refusé. C'est probablement la raison pour laquelle il part pour Amsterdam, non pour s'évader mais pour y trouver une communauté juive qui puisse l'initier à l'observance juive, d'autant qu'il lui restait peu de temps devant lui en tant qu'homme libre.
Il est instruit dans la foi de Moïse par le rabbin Jacob de Birmingham et également par Meyer Joseph (Myer de Königsberger dit aussi Michael Josephs) (1763-1849), émigré de Königsberg en Prusse.
Selon les journaux de l'époque, en 1787 (ou avant ? voir supra), à l'âge de 36 ans, Lord George Gordon se convertit au judaïsme à la synagogue de Severn Street à Birmingham. Il prend le nom d'Yisrael bar Avraham Gordon et se fait circoncire. Gordon devient ce que les Juifs appellent un "Ger Tzedek", un converti vertueux.
Sa conversion au judaïsme l'ostracise ; il est moqué par ses contemporains.

Peu de choses sont connues de sa vie en tant que Juif, mais le Bristol Journal du 15 décembre 1787 rapporte que Gordon vit à Birmingham depuis août 1786 :
« Inconnu de toutes les catégories de gens, sauf de ceux de religion juive, parmi lesquels il passe son temps dans la plus grande cordialité et amitié… il apparaît avec une barbe d'une grandeur extraordinaire et avec les vêtements traditionnels d'un Juif… son observance des lois culinaires de la cacheroute est remarquable.  »
« Il est entouré de nombreux Juifs qui affirment que sa seigneurie est Moïse ressuscité de parmi les morts afin de les instruire et d'éclairer le monde entier… Il semble qu'il officie comme un chef de l'Ordre des Lévites à la synagogue principale de Birmingham… »
En décembre 1787, McManus, un officier de police de Bow Street, reconnaît Gordon rue Dudley dans le quartier pauvre de Birmingham, à majorité juive, connu sous le nom de The Froggery. Il habite alors chez une pauvre Juive qui vend des carpes et des anchois dans la rue. Il est habillé à la manière des hassidim polonais. Gordon indique qu'il est à présent juif et quoi qu'il arrive, désire le rester ; il refuse ainsi de voyager le Shabbat. L’officier de police le ramène alors à Londres après Shabbat.
Gordon avait assez de revenus peut se permettre de prendre une cellule confortable.
Pendant son emprisonnement, il obtient l'autorisation de vivre en Juif orthodoxe, et à recevoir de l'extérieur de la nourriture cachère, alors qu'on interdit aux Juifs de lui parler.
Le Public Adverser du 8 janvier 1788 le décrit se présentant à la Cour de King's Bench avec une « apparence grotesque », détaillant son vêtement et sa longue barbe. En prison, écrit Myer Josephs, le duc suit strictement les observances de sa religion, mettant les tephilins tous les matins, suivant le service d'un minyan composé de juifs polonais le samedi où il boit du vin casher, mange du pain pétri et de la viande cashers, respectant les jours de fête comme ceux de jeûne, Son biographe Watson indique toutefois qu'il ne supportait pas les Juifs qui prenaient des libertés avec leur religion, rasent leur barbe ou ne couvrent pas leur tête.

### Fin de vie

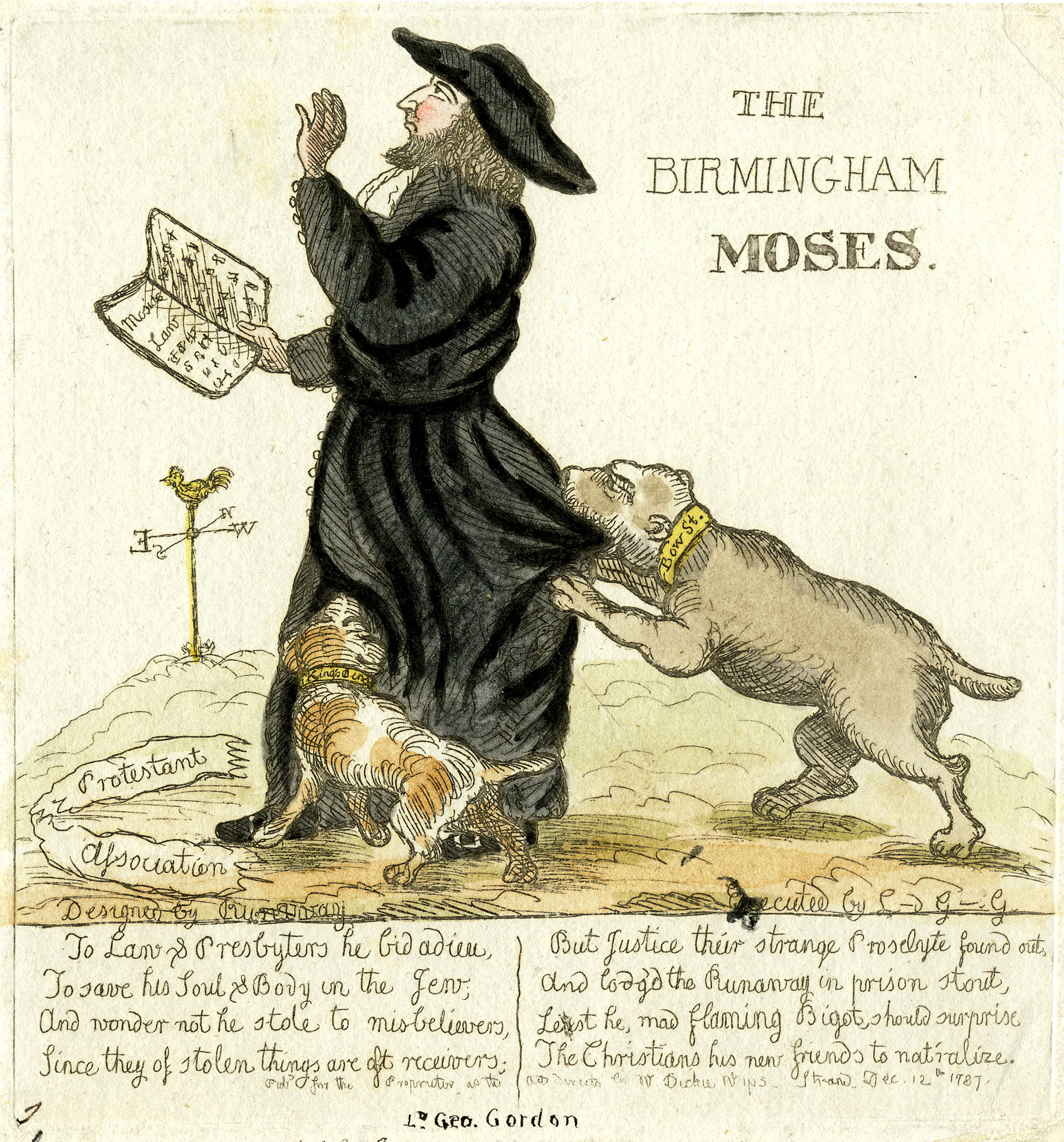
« Le Moïse de Birmingham », eau-forte satirique par William Dent (1787). Lord George Gordon, portant barbe et vêtement juif, tient un livre ouvert portant l'inscription « Mosaic Law », les pages couvertes de caractères pseudo-hébraïques. Il lève les yeux d'un air moralisateur, la main gauche levée. Il ignore deux chiens qui le mordent ou l'inquiètent. À ses pieds, se trouve un parchemin déchiré portant l'inscription « Association protestante ». En arrière-plan, une girouette pointant vers l'est. Sous le dessin est inscrit :
« À la loi et aux presbytres il a dit adieu, pour sauver son âme et son corps chez les juifs ;
Et il ne faut pas s'étonner qu'il ait volé aux mécréants,
Puisqu'ils reçoivent souvent des objets volés ;
Mais la justice l'a découvert, leur étrange Prosélyte,
Et a logé le fugitif en prison,
De peur que lui, Bigot fou et flamboyant, ne surprenne
Les Chrétiens ses nouveaux amis à naturaliser. 12 décembre 1787 ».

Le 28 janvier 1793, sa sentence exécutée, il est présenté de nouveau devant la Cour où il refuse de se découvrir en citant la Bible, puis il lit une déclaration dans laquelle il affirme : « J’ai été emprisonné cinq ans avec les assassins et les voleurs et comme consolation, je n’avais que ma foi en Dieu. ».
Gordon peut être libéré sous caution, mais la cour refuse les deux garants qu’il présente car ils sont juifs. Gordon est alors renvoyé en prison. Son frère, le 4e duc de Gordon, Lord William, le futur vice-amiral et sa sœur, Lady Susan Westmoreland, offrent de se porter caution, mais Gordon refuse leur aide, affirmant que « demander la grâce était un aveu de culpabilité ».
En prison, il est visité notamment par le rabbin Isaac Titterman d'Ipswich où Gordon l'avait précédemment rencontré. En octobre de la même année, Gordon attrape la fièvre typhoïde qui sévit à Newgate. Christopher Hibbert, un de ses biographes, écrit que de nombreux prisonniers attendaient devant sa porte pour avoir de ses nouvelles. Ses amis, malgré le risque de contagion, prient dans sa chambre.
Le 1er novembre 1793 (26 Cheshvan 5554), George Gordon meurt en prison à l’âge de 42 ans,.
Probablement pour éviter les profanations, les Juifs refusent que le duc soit enterré dans leur cimetière : il est inhumé le 9 novembre, dans la plus grande intimité, dans un caveau du cimetière (actif jusqu'en 1852) détaché de St. James's Burying Ground (une église anglicane qui l'avait excommunié,), à Picadilly, près de Hampstead Road à Londres,. Elle est ensuite devenue St James's Gardens, mais à partir de juin 2017, ses sépultures sont déplacées ailleurs pour faire place aux extensions HS2 de la gare d'Euston.

## Sources
- (en) Lord George Gordon par Moshe Kahan ; publié dans le magazine Yiddishkeit no:5 de juillet 1999.
- (en) Trials of Lord G. Gordon, London, 1787;
- (en) Jewish Chronics 10 mars 1899;
- (en) Robert Watson, Life of Lord George Gordon, Londres 1795;